# Comuna de Koluszki
Koluszki (polaco: Gmina Koluszki) é uma gminy (comuna) na Polónia, na voivodia de Lodz e no condado de Łódzki wschodni. A sede do condado é a cidade de miasto Koluszki.
De acordo com os censos de 2004, a comuna tem 22 897 habitantes, com uma densidade 145,7 hab/km².

## Área
Estende-se por uma área de 157,18 km², incluindo:
- área agricola: 51%
- área florestal: 40%

## Demografia
Dados de 30 de Junho 2004:
|                      | Total   | Total | Mulheres | Mulheres | Homens  | Homens |
| -------------------- | ------- | ----- | -------- | -------- | ------- | ------ |
|                      | pessoas | %     | pessoas  | %        | pessoas | %      |
| População            | 22 897  | 100   | 11 978   | 52,3     | 10 919  | 47,7   |
| Densidade (pop./km²) | 145,7   | 100   | 76,2     | 76,2     | 69,5    | 69,5   |

De acordo com dados de 2002, o rendimento médio per capita ascendia a 1218,57 zł.

## Comunas vizinhas
- Andrespol, Brójce, Brzeziny, Budziszewice, Jeżów, Rogów, Rokiciny, Żelechlinek